# Салтыкова, Ирина Ивановна
Ири́на Ива́новна Салтыко́ва (урождённая Сапро́нова; род. 5 мая 1966, Донской, Тульская область, РСФСР, СССР) — советская и российская эстрадная певица, актриса кино и телевидения, предпринимательница, дизайнер, писательница и телеведущая. Одна из бывших солисток группы «Мираж» (1988—1989).

## Биография

### Детство и юность
Родилась 5 мая 1966 года в городе Донском Тульской области. Семья жила в Северо-Задонске на улице Школьной. Отец Иван Алексеевич Сапронов был машинистом на железнодорожном транспорте; его парализовало, и он стал инвалидом 2 группы. Мать Валентина Дмитриевна работала в торговле и воспитательницей в детском саду. Старший брат — Владислав, родившийся в 1959 году в первом браке матери.
В течение пяти лет, до двенадцатилетнего возраста, занималась художественной гимнастикой, занимала призовые места на соревнованиях, выполнила нормативы кандидата в мастера спорта. После того, как Ирина окончила пятый класс северо-задонской средней школы, её семья переехала в город Новомосковск Тульской области, где у отца были перспективы по службе. В Новомосковске они жили в районе депо по улице Мира. После переезда в Новомосковск занималась волейболом, но жалела, что бросила гимнастику.
В 1981 году, окончив восемь классов новомосковской средней школы № 20, поступила на факультет промышленно-гражданского строительства Новомосковского строительного техникума. По окончании техникума в 1985 году была направлена по распределению на работу в Тулу, но вместо этого отправилась в Москву, где поступила на заочное отделение Московского государственного университета экономики, статистики и информатики, которое окончила в 1990 году. Во время обучения работала заведующей базой, потом довольно долго — секретарём у начальника строительного отдела, пока не получила комнату в Москве.

### Карьера
В 1986 году познакомилась в Сочи со своим будущим мужем Виктором Салтыковым, солистом группы «Форум».
В конце 1988 года с мужем Виктором Салтыковым на дискотеке в клубе познакомилась с руководителем группы «Мираж», после ухода Натальи Ветлицкой он искал солистку и предложил ей попробовать. Во время гастролей заболела дочь Алиса, и Салтыкова поехала в Москву. Чтобы не срывать гастроли, на сцену выходила Татьяна Овсиенко. Салтыкова проработала в коллективе 6 месяцев.
В 1993 году Салтыкова купила коммерческие торговые палатки на Кутузовском проспекте в Москве и стала заниматься предпринимательством. Трудилась по двенадцать часов в сутки: организовывала торговлю одеждой и косметикой, вела учёт. Продавцами у неё работали танцоры из музыкального коллектива мужа, которые в тот момент сидели без работы.
Недолго работала в варьете ресторана «Дели». После очередных неудач в работе и трудностей в личной жизни решила стать певицей. В 1994 году состоялся сольный дебют Салтыковой на концертной эстраде — в Москве в кинотеатре «Варшава», где она исполнила песню «Отпусти меня» на музыку и слова С. Мудрова, которая позже вошла в её дебютный альбом.
1 февраля 1995 года Салтыкова записала свою первую песню «Серые глаза» на музыку Олега Молчанова, ранее работавшего с Натальей Ветлицкой и написавшего её хит «Playboy», и слова Аркадия Славоросова и клип на неё с группой НОМ.
Для записи первого альбома «Серые глаза» и видеоклипа к одноимённой песне Салтыкова заложила драгоценности и квартиру в Москве. Она сделала ставку на сексуальность, поэтому видео получилось достаточно провокационным для того времени. Через две недели после попадания клипа в телеэфир начала получать предложения от звукозаписывающих компаний о покупке альбома. Салтыкова отдала предпочтение студии «Союз», и в середине 1995 года альбом вышел и стал бестселлером, заняв второе место по продажам и уступив лишь альбому Аллы Пугачёвой.
Отношение критиков и общественности к новой певице было неоднозначным. Многие люди сравнивали её с Памелой Андерсон, называя музыку поверхностной.
Хитами стали ещё две песни из альбома — «Да и нет» и «Сокол ясный». На первую композицию также был снят видеоклип.
С октября 1995 года певица стала выступать в основном в московских клубах.
В ноябре 1996 года выпустила второй альбом — «Голубые глазки». Над ним работал также Олег Молчанов, написавший четыре песни. К сотрудничеству привлекались композиторы Игорь Жирнов и Александр Назаров. На заглавную песню в Санкт-Петербурге был снят клип; режиссёром выступил Сергей Кальварский. Видео было запрещено к показу на канале «ОРТ» с формулировкой «излишняя эротичность». Также были выпущены клипы «Эхо любви» и дуэтный с дочерью Алисой на песню «Бабушка». Несмотря на успех этих песен, альбом продавался намного хуже предыдущего. 
24 и 25 мая 1997 года состоялись сольные концерты Салтыковой в ГЦКЗ «Россия» в Москве и в зале «Октябрьский» в Петербурге. Последовал большой концертный тур по России и странам СНГ, в ходе которого Салтыкова также дала благотворительные концерты для детского дома в Ереване и военного госпиталя в Москве.
Салтыкова появилась на обложке ноябрьского номера журнала «Playboy». Из-за огромного спроса тираж журнала допечатывался несколько раз.
В 1998 году вышел третий альбом, «Алиса», посвящённый дочери. В новом альбоме Салтыкова решила смягчить свой имидж, и в итоге на пластинке было больше романтичных композиций. Песни «Белый шарфик» и «Бай-бай» стали хитами, и новый альбом продался значительно лучше, чем предыдущий.
Владелец Дома красоты и стиля «Ирина Салтыкова» на Саввинской набережной.
12 июня 2016 года Ирина Салтыкова вместе с Олегом Гаркушей выступила ведущей концерта «Брат 2. 15 лет спустя», на котором прозвучали песни из саундтрека к художественному фильму «Брат 2» режиссёра Алексея Балабанова.
Ирина Салтыкова участвовала в телепрограммах «Музыкальный ринг 1999 г.», «Акулы пера», «Тема», «Девчата», «Напросились», «Перехват», ток-шоу «Каникулы в Мексике 2», «Без страховки», «Секрет на миллион», «Рождественские встречи» 1998 г. с песней «Белый рыцарь», а также совместно с группой Двое на песню «Зной».

### Семья
Отец Иван Алексеевич Сапронов (26 июля 1931—1994), работал машинистом на железнодорожном транспорте. Мать Валентина Дмитриевна Сапронова (род. 12 октября 1936), работала воспитательницей в детском саду.
Старший брат (сын матери от первого брака) — Владислав Николаевич Эндельцев (род. 19 февраля 1959), окончил железнодорожный техникум, работает у Салтыковой водителем и курьером, был директором компании ООО «Ирина Салтыкова»; женат, имеет троих детей и троих внуков.
Бывший муж (1987—1995) — Виктор Салтыков (род. 22 ноября 1957), певец, участник (солист) групп «Мануфактура», «Форум» и «Электроклуб», а также сольный исполнитель.
Дочь Алиса Салтыкова (род. 13 декабря 1987), певица (псевдонимы Alyssa Salt, Талита), училась во Франции и Швейцарии, пишет стихи и прозу (в основном на английском языке), песни (в том числе и для Ирины Салтыковой, например, «За мной»). Живет в Лондоне, выступала на частных мероприятиях, в клубах. В 2018 году с помощью матери начала музыкальную карьеру в России: снимает клипы, поёт песни на русском и английском. В 2019 году спела кавер-версию на песню матери «Серые глаза».

## Творчество

### Дискография
Студийные альбомы
| №   | Название                | Длительность |
| --- | ----------------------- | ------------ |
| 1.  | «Серые глаза»           |              |
| 2.  | «Да и нет»              |              |
| 3.  | «Кукольный дом»         |              |
| 4.  | «Отпусти»               |              |
| 5.  | «Ласковый дождь»        |              |
| 6.  | «Сокол ясный»           |              |
| 7.  | «Не люблю»              |              |
| 8.  | «Целуй»                 |              |
| 9.  | «Кукольный дом (Remix)» |              |
| 10. | «Мы живем сейчас»       |              |

| №   | Название                 | Длительность |
| --- | ------------------------ | ------------ |
| 1.  | «Голубые глазки»         |              |
| 2.  | «Младшая сестра»         |              |
| 3.  | «Нет»                    |              |
| 4.  | «Ты найдешь себе другую» |              |
| 5.  | «Не грусти»              |              |
| 6.  | «Бабушка»                |              |
| 7.  | «Ветер мечты»            |              |
| 8.  | «Эхо любви»              |              |
| 9.  | «Святая простота»        |              |
| 10. | «Я не буду»              |              |

| №   | Название             | Длительность |
| --- | -------------------- | ------------ |
| 1.  | «Белый шарфик»       |              |
| 2.  | «Кораблик»           |              |
| 3.  | «Белый рыцарь»       |              |
| 4.  | «Ты полюби»          |              |
| 5.  | «Заколдованный круг» |              |
| 6.  | «Ночка»              |              |
| 7.  | «Лучина»             |              |
| 8.  | «Мальчик-недотрога»  |              |
| 9.  | «Детка»              |              |
| 10. | «Бай-бай»            |              |
| 11. | «Алиса»              |              |

| №   | Название             | Длительность |
| --- | -------------------- | ------------ |
| 1.  | «Если хочешь»        |              |
| 2.  | «Наедине»            |              |
| 3.  | «Солнечный друг»     |              |
| 4.  | «Странная любовь»    |              |
| 5.  | «Надо прощаться»     |              |
| 6.  | «Как тебе не стыдно» |              |
| 7.  | «Любовь уходит»      |              |
| 8.  | «Не забывай»         |              |
| 9.  | «Хоккеист»           |              |
| 10. | «Ты меня не любил»   |              |
| 11. | «Огоньки»            |              |

| №   | Название              | Длительность |
| --- | --------------------- | ------------ |
| 1.  | «Алло алло»           |              |
| 2.  | «Я скучаю по тебе»    |              |
| 3.  | «Тук-тук»             |              |
| 4.  | «Без любви»           |              |
| 5.  | «Мой любимый человек» |              |
| 6.  | «Венок из васильков»  |              |
| 7.  | «Ива»                 |              |
| 8.  | «Я твоя»              |              |
| 9.  | «Madonna»             |              |
| 10. | «Брат»                |              |
| 11. | «Янтарные серёжки»    |              |
| 12. | «Без тебя»            |              |
| 13. | «Комарики»            |              |
| 14. | «Назови»              |              |
| 15. | «Две дороги»          |              |
| 16. | «Мадонна»             |              |

| №   | Название            | Длительность |
| --- | ------------------- | ------------ |
| 1.  | «Была не была…»     |              |
| 2.  | «До тебя»           |              |
| 3.  | «Бегу за тобой»     |              |
| 4.  | «Я далеко»          |              |
| 5.  | «Я снова вижу тебя» |              |
| 6.  | «Никому»            |              |
| 7.  | «Сокол ясный»       |              |
| 8.  | «Серые глаза»       |              |
| 9.  | «Белый шарфик»      |              |
| 10. | «Голубые глазки»    |              |
| 11. | «Валенки»           |              |
| 12. | «Мадонна»           |              |

| №   | Название                            | Длительность |
| --- | ----------------------------------- | ------------ |
| 1.  | «Бай-бай (ремикс)»                  |              |
| 2.  | «Голубые глазки (ремикс 2008)»      |              |
| 3.  | «Дни облака»                        |              |
| 4.  | «Сделай шаг»                        |              |
| 5.  | «Только ты»                         |              |
| 6.  | «Белый шарфик (remix instrumental)» |              |
| 7.  | «Бабочка-грусть»                    |              |
| 8.  | «Golden lady»                       |              |
| 9.  | «Хочу»                              |              |
| 10. | «Я скучаю по тебе (remix 2005)»     |              |
| 11. | «Янтарные серёжки (remix 2005)»     |              |

Синглы
- 1995 — Серые глаза (сингл)
- 2016 — За мной
- 2018 — Слово «Но»
- 2018 — Девчонки

Сборники
- 1998 — The Best

VHS и DVD
- 1997 — «Лучшие видеоклипы (VHS)»
- 2007 — «… для тебя. 12 лучших видеоклипов на DVD»

### Видеография
| Год                           | Клип                                                 | Режиссёр                            | Альбом                    |
| Сольные видеоклипы            | Сольные видеоклипы                                   | Сольные видеоклипы                  | Сольные видеоклипы        |
| ----------------------------- | ---------------------------------------------------- | ----------------------------------- | ------------------------- |
| 1995                          | «Серые глаза»                                        | Сергей Кальварский                  | «Серые глаза»             |
| 1995                          | «Да и нет»                                           | Сергей Кальварский                  | «Серые глаза»             |
| 1996                          | «Голубые глазки»                                     | Сергей Кальварский                  | «Голубые глазки»          |
| 1996                          | «Эхо любви»                                          | Михаил Макаренков                   | «Голубые глазки»          |
| 1996                          | «Бабушка»                                            | Михаил Макаренков                   | «Голубые глазки»          |
| 1997                          | «Бай-бай»                                            | Сергей Кальварский                  | «Алиса»                   |
| 1998                          | «Белый шарфик»                                       | Сергей Кальварский                  | «Алиса»                   |
| 1998                          | «Солнечный друг»                                     | Олег Гусев                          | «Судьба»                  |
| 2000                          | «Огоньки» (OST «Брат 2»)                             | Альберт Хамитов, Владислав Опельянц | «Судьба»                  |
| 2000                          | «Если хочешь» (OST «Крылья»)                         | Игорь Коробейников                  | «Судьба»                  |
| 2001                          | «Странная любовь»                                    | Владислав Опельянц                  | «Судьба»                  |
| 2001                          | «Наедине»                                            | Олег Погодин, Владислав Опельянц    | «Судьба»                  |
| 2002                          | «Я скучаю по тебе»                                   | Владислав Опельянц                  | «Я твоя»                  |
| 2002                          | «Алло-алло»                                          | Владислав Опельянц                  | «Я твоя»                  |
| 2003                          | «Тук-тук»                                            | Владислав Опельянц                  | «Я твоя»                  |
| 2004                          | «Мадонна»                                            | Альберт Хамитов, Владислав Опельянц | «Я твоя»                  |
| 2004                          | «Бегу за тобой»                                      | Алишер                              | «Была не была…»           |
| 2007                          | «Была не была»                                       | Александр Игудин                    | «Была не была…»           |
| 2009                          | «Слеза гламура»/«Golden Lady»                        | Diane Martel                        | «Ранее не изданное»       |
| 2016                          | «За мной»                                            | Алишер                              | «За мной (сингл)»         |
| 2022                          | «Хочу куда нибудь свалить!»                          | Михаил Гребенщиков                  |                           |
| Участие у других исполнителей |                                                      |                                     |                           |
|                               | «Магазин игрушек» (Виктор Салтыков)                  |                                     | «Армия любви»             |
|                               | «Убей меня» (Виктор Салтыков)                        |                                     | «Шаг за шагом»            |
| 1999                          | «Дамочка бубновая» (Вячеслав Добрынин и Лев Лещенко) | Михаил Макаренков                   | «Азбука любви»/«Мир грёз» |

### Фильмография
| Год       |   | Название                      | Роль                   |
| --------- | - | ----------------------------- | ---------------------- |
| 2000      | ф | Брат 2                        | в роли самой себя      |
| 2001      | ф | Крылья                        | главная роль, продюсер |
| 2002      | ф | Русский спецназ               | Разина, агент ФСО      |
| 2002      | с | Провинциалы                   | камео                  |
| 2005—2011 | с | Кулагин и партнёры            | камео                  |
| 2009      | с | Даёшь молодёжь!               | камео                  |
| 2011      | с | Пилот международных авиалиний | Лида-Лида, певица      |

### Работа в рекламе
- Таблетки «Миг» (2006)
- [33]
- Выставка «1000 шапок» (2019)[34]

### Книги
- 2008 — «Большой подарок для супердевочек от Ирины Салтыковой». ISBN 978-5-17-050172-4, ISBN 978-5-9713-7193-9, ISBN 978-985-16-4661-2
- 2009 — «Энциклопедия красоты от Ирины Салтыковой». ISBN 978-5-17-050171-7, ISBN 978-5-9713-7192-2, ISBN 978-985-16-4452-6
- 2010 — «Первая стерва России. Мои университеты». ISBN 978-5-17-052602-4

## Награды
- 1996 — лауреат российской музыкальной премии «Золотой граммофон» — за песню «Серые глаза»[35].